# Itatiaia
Itatiaia é um município brasileiro do estado do Rio de Janeiro.

## Etimologia
"Itatiaia" é um termo tupi que significa "pedra pontuda", por meio da junção dos termos itá ("pedra") e atîaîa ("pontudo").

## História
Em 1985 nevou no Parque Nacional de Itatiaia.